# Friburgo (Campinas)

Friburgo é um bairro rural da cidade de Campinas formado em meados do século XIX por colonatos de imigrantes alemães provenientes da região do Holstein.

## História

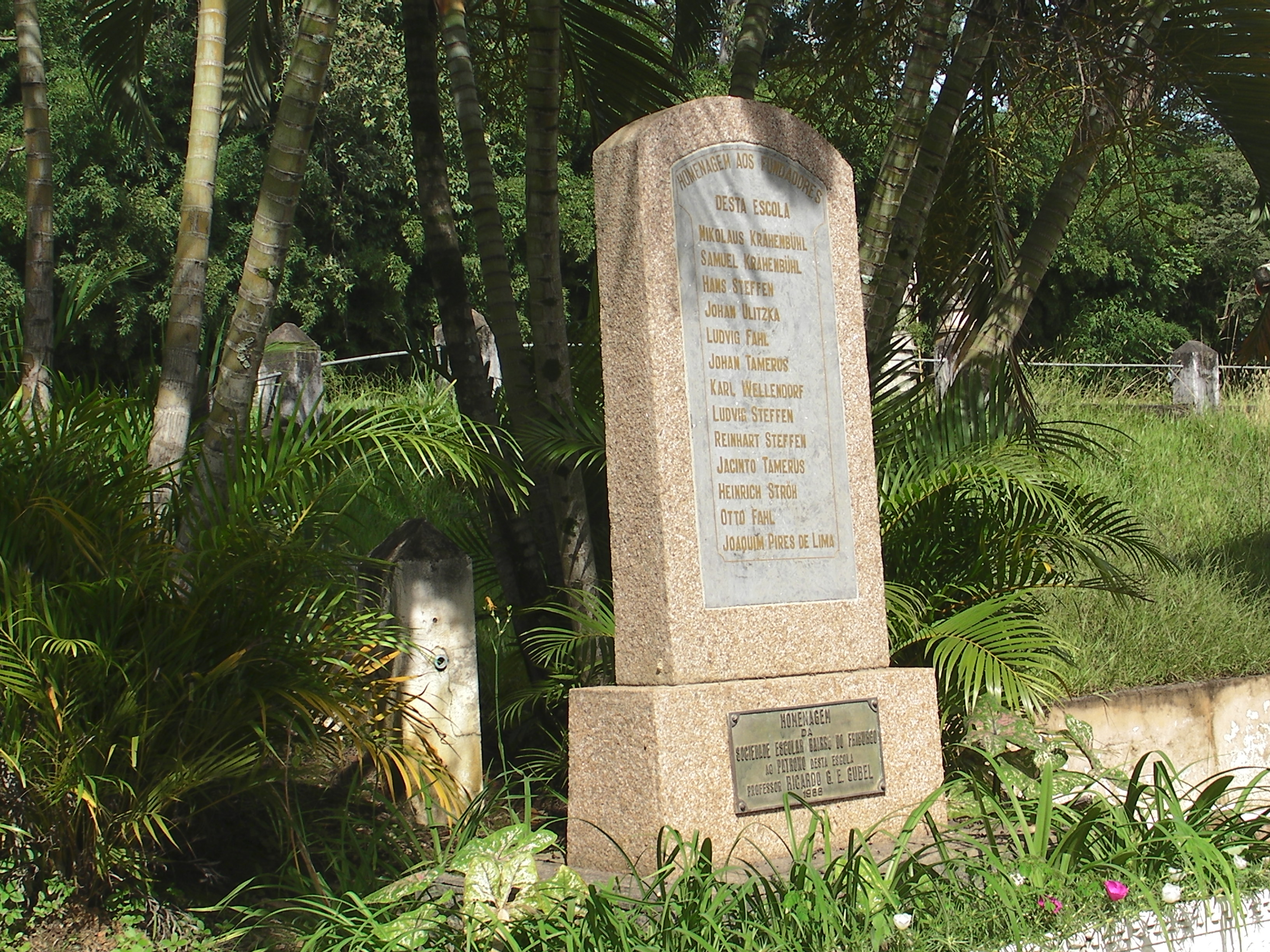
Obelisco de Homenagem aos Fundadores de Friburgo

### A sociedade escolar do bairro Friburgo
Na metade do século XIX, os fazendeiros paulistas já se preocupavam com a possibilidade da abolição da escravatura no Brasil. Visando solucionar antecipadamente a possível falta de mão-de-obra em suas fazendas, optaram pela contratação de mão-de-obra imigrante, atitude esta apoiada por vários setores do Governo Imperial.
Nesta mesma época, devido à escassez de terras, alta densidade demográfica no norte da Alemanha (fronteira com a Dinamarca), fome (em virtude de sucessivas colheitas frustradas) e altos impostos, grupos de alemães e suíços partiram em busca de novas oportunidades no Brasil. Assim, a imigração alemã para o nosso país (iniciada em 1822 por Georg Heinrich von Langsdorff) teve seu primeiro sucesso em São Leopoldo, no Rio Grande do Sul; em São Paulo, a colônia Velha, em Parelheiros, Santo Amaro é pioneira neste sentido.
A região cafeeira de Campinas (que compreendia também Limeira e Rio Claro) recebe, na segunda metade do século XIX, grandes grupos de imigrantes, que se instalam nas Fazendas Ibicava (do coronel Vergueiro, em Limeira) e na Fazenda Sete Quedas do Visconde de Indaiatuba (hoje pertencente à Fundação Bradesco). É nessa fazenda que Samuel e Nikolaus Krähenbühl, chegados ao Brasil em 1857, conhecem a família de Frederich Tamerus colono que, tendo saldado suas dívidas no ano de 1860, decide sair em busca de terras férteis para si e outros colonos.
Tamerus, rumando para o oeste, encontra uma área de cerca de 800 alqueires, pouco acidentada e cortada por vários riachos no centro do triângulo entre as cidades de Monte Mor, Campinas e Indaiatuba. Região que hoje conhecemos por Friburgo, nas proximidades do aeroporto de Viracopos.
Alguns anos mais tarde, mudam-se para a região os irmãos Krähenbühl, e a seguir os Steffen, Jürs, Klement, Armbrust, Quitzau, Wulf, Ulitzka, Albrecht, Schröder, Dobner, Skupien e Schäfer. Ao todo 34 famílias; E resolvem batizar a localidade Friedburg - Castelo da Paz. Sendo assim, os fundadores deixam às gerações futuras a noção da harmonia que havia entre eles. Harmonia, entendimento, união e espírito construtivo.
Depois de se estabelecerem em seus sítios, a preocupação desses imigrantes (em sua maioria, vindos de Schleswig-Holstein, norte da Alemanha, mas contando também com algumas famílias da Suíça do Cantão de Berna) foi com a educação de seus filhos: sem uma escola pública nas proximidades e considerando o ensino público brasileiro deficitário se comparado com a instrução que receberam na Europa, fundaram em outubro de 1879 a Sociedade Escolar do Bairro Friburgo (Schulverein zu Friedburg), mantenedora da Escola Alemã de Friburgo (Deutsche Schule zu Friedburg).
Até a década de 1930 a língua alemã foi ensinada na escola e seu nome original foi mantido. No entanto, por conta da campanha de nacionalização encabeçada pelo governo brasileiro, a escola e a Sociedade tiveram seus nomes alterados para Escola de Friburgo e Sociedade Germano-Brasileira de Friburgo, posteriormente, Sociedade Escolar do Bairro Friburgo.
Nos últimos anos do século XIX e os primeiros anos do século XX, a Comunidade de Friburgo concentrou suas atividades sociais no prédio da escola. As famílias tornaram-se numerosas e o papel exercido pela sociedade foi fundamental para a manutenção do clima de respeito que se observa até os dias de hoje em torno das tradições alemãs e do pioneirismo de nossos fundadores.
Com o passar dos anos (em virtude da crise do café), muitas famílias mudam-se para as cidades próximas, mas ainda assim mantêm o hábito de voltar ao bairro todos os fins de semana para assistir aos cultos luteranos, homenagear seus mortos no Cemitério dos  Alemães ou participar de bailes, almoços, jogar cartas e ensaiar no grupo de danças. Mesmo não morando mais no bairro as famílias descendentes têm o prédio da escola como referência.
Atualmente o grupo de danças conta com duas categorias, uma juvenil, formada por adolescentes e adultos a partir dos 15 anos e uma sênior formada pelos pais dos integrantes da outra categoria e pelos casais da Sociedade. Sem fins lucrativos, é com essa atividade que a sociedade se mantém viva, com a participação de jovens amantes da dança, do folclore e da cultura.
E assim, é com grande satisfação e orgulho que vemos as atividades da Sociedade Escolar do Bairro Friburgo se estenderem hoje, à realização de festas típicas alemãs, com a participação dos grupos de dança folclórica, não só na própria comunidade, mas também nos municípios próximos, contribuindo para a conservação e difusão da cultura germânica na região de Campinas.

### O cemitério de Friburgo
Em 26 de dezembro de 1881, em reunião na Sociedade Escolar de Friburgo, surgiu a intenção de se construir um cemitério no bairro, dadas as inúmeras dificuldades enfrentadas para a realização dos sepultamentos na época, pois estes eram feitos em Campinas, a uma distância de aproximadamente trinta quilômetros, distância esta que precisava ser vencida a pé, já que não havia qualquer tipo de veículo e nem estradas. O cortejo seguia por caminhos que, com as chuvas, tornavam-se lamacentos e intransitáveis.
O primeiro passo para o início da construção do cemitério seria a autorização da Câmara de Campinas. Para que esta autorização fosse concedida, fez-se necessária a elaboração de um requerimento, que foi encaminhado junto às assinaturas de inúmeras pessoas do bairro à Câmara, por intermédio do então advogado Dr. Quirino, em 18 de março de 1882. O requerimento foi negado. Uma apelação foi feita ao Presidente seria o governador de São Paulo em favor da construção do cemitério, mas de nada adiantou, pois o governo do estado alegou que esta era mesmo uma responsabilidade do governo municipal, apesar de não ser contrário à intenção.
O requerimento voltou a ser encaminhado para a Câmara de Campinas, onde foi novamente negado em 3 de março de 1883. A intenção dos vereadores era de que com o dinheiro que viria a ser destinado à construção do cemitério os Friburganos providenciassem a manutenção das estradas, resposta esta tomada como um desacato por todos, pois além da responsabilidade da conservação das estradas ser do próprio município, a quantia em dinheiro necessária para tal seria muito maior. Finalmente, com a eleição de uma nova Câmara, o requerimento foi aprovado no dia 3 de novembro de 1884.
O Sr. Ludwig Fahl doou o terreno de quatrocentas braças quadradas no Morro da Lagoa para a construção do Cemitério de Friburgo. A construção iniciou-se pelo muro, feito de taipa, no mês de dezembro do ano de 1884. Por conta das chuvas as obras foram interrompidas por algum tempo, findando a construção do muro em junho de 1885.
Em 6 de fevereiro de 1886, após cinco anos de batalhas burocráticas, finalmente o cemitério foi inaugurado pelo vigário de Campinas, como imposto pela Câmara. A primeira pessoa a ser sepultada no cemitério foi a Sra.Maria Elisabeth Goldimann em 21 de julho de 1884.
Desde então a Associação Funerária de Friburgo, sempre composta por membros voluntários da comunidade fica encarregada da conservação e administração do cemitério, que possui nos dias atuais oitocentos e oitenta e um corpos sepultados, além de cinquenta e duas urnas contendo os restos mortais das vítimas do acidente com o voo 322 da companhia Aerolineas Argentinas, que caiu em Friburgo em dezembro de 1961, logo após a decolagem, em Viracopos.

### A igreja evangélica de confissão luterana da comunidade de Friburgo
Com o intuito de caracterizar o significado da Comunidade Luterana em Friburgo é que se redige este documento, que pretende apresentar, em resumo, toda sua trajetória, desde seu início até os dias atuais.
Em 26 de março de 1880, quase vinte anos após a chegada dos primeiros imigrantes alemães em Friburgo, foi possível a celebração do primeiro culto luterano, oficiado por um pastor. As famílias de Friburgo, porém, até então, nunca deixaram de se reunir em cultos dominicais em suas residências. O primeiro culto foi celebrado na residência de Karl Wellendorf.
Devido à dificuldade de locomoção do Pastor, por durante quase quarenta anos os cultos eram realizados mensalmente, sendo feitos na sala da escola. Nasceu então entre os bem intencionados Friburganos, o grande desejo, de construir um recinto especial que deveria servir exclusivamente para fins religiosos.
Este louvável desejo, que se fez sentir especialmente entre a juventude, se tornou no decorrer do tempo, um sempre mais vivo chamado por uma própria capela, cuja construção foi decidida por unanimidade na assembleia extraordinária do dia três de julho do ano de 1932. Infelizmente, seis dias depois desta assembleia da comunidade, começou a chamada "Revolução de Julho", na qual o Estado de São Paulo se envolveu em conflito armado com o governo federal, tanto que, pela relação duvidosa, durante três meses não pôde ser tomada nenhuma iniciativa. Somente depois da revolução terminada, a comissão da construção iniciou a execução da obra.
A Sociedade Escolar doou do seu patrimônio, um terreno apropriado ao lado de cima da escola. Os membros da comunidade como também da sociedade escolar colaboraram, em geral, com grandes somas em dinheiro. As comunidades vizinhas, como Rio Claro, Pires, Campinas, Monte Mor, Cosmópolis, Ribeirão, como também os alemães de Indaiatuba, Helvetia e Elias Fausto enviaram donativos para a construção. Também do pastorado em São Paulo, do Conselho Superior de Igreja em Berlim, os Friburganos foram consideravelmente auxiliados, tanto que em 11 de junho do ano de 1933, a Comunidade possuía um fundo de 7.386.000. (naquela época eram sete contos trezentos e oitenta e seis mil réis) para a construção de sua capela.
Finalmente, na Páscoa de 1934 foi inaugurado o templo e comemorado com uma grande festa. A partir de então, os cultos são realizados semanalmente, assim como algumas festas tradicionais de louvor e gratidão. Para as demais comunidades Luteranas da região, a Igreja de Friburgo é considerada comunidade-mãe.

### Acidente Aéreo
Na madrugada de 23 de novembro de 1961, um jato Comet 4 de prefixo LV-AHR das Aerolíneas Argentinas caiu no bairro de Friburgo, logo após decolar de Viracopos, provocando a morte das 52 pessoas que estavam a bordo .
A aeronave perdeu altitude até atingir um eucaliptal em Friburgo. Com o impacto, o avião abriu uma clareira de 400 metros de extensão entre as árvores e foi se despedaçando até bater contra uma pequena colina próxima ao Cemitério dos Alemães, onde acabou por explodir, causando a morte de todos os 52 ocupantes, incluindo tripulação e passageiros .
O incêndio decorrente do impacto da aeronave com as árvores foi tão intenso que durante horas as equipes de socorro não conseguiram se aproximar do local do acidente. No local do acidente o cenário era catastrófico. O maior pedaço remanescente da aeronave foi a carenagem de um de seus motores.
Por se tratar de uma área de mata na época da ocorrência, o impacto não atingiu nenhuma habitação. Contudo, atualmente essa área é ocupada por diversos sítios, instalações rurais e algumas pequenas mineradoras.
Naquela época, o evento foi registrado como sendo o segundo maior acidente aéreo da história do Brasil. Atualmente, considerando o número de vítimas fatais, o voo AR322 figura como o sétimo maior acidente aéreo ocorrido no país.